# Die oberen Zehntausend
Die oberen Zehntausend (Original: High Society) ist ein US-amerikanisches Filmmusical von MGM aus dem Jahr 1956. Neben Bing Crosby und Grace Kelly in den Hauptrollen spielen Frank Sinatra und Celeste Holm; zudem hat Louis Armstrong mehrere kleine Auftritte mit seiner Jazz-Band. Der mit Musik von Cole Porter und in Vistavision produzierte Film basiert auf dem Broadway-Bühnenstück The Philadelphia Story (1939) von Philip Barry, das bereits 1940 von George Cukor als Die Nacht vor der Hochzeit verfilmt wurde. 

## Handlung
Tracy Lord und ihre Familie gehören der High Society an und bewohnen ein großes Anwesen. Sie ist im Begriff, ein zweites Mal zu heiraten. Ihre Vorfreude und die Hochzeitsvorbereitungen werden jedoch durch einige für sie unangenehme Umstände getrübt: Ihr Ex-Mann Dexter, Schlagerkomponist, ist anlässlich des Newport Jazz Festivals in sein Haus zurückgekehrt, das direkt neben dem der Lords steht. Außerdem treibt sich ihr Vater mit einer jungen New Yorker Tänzerin herum und vernachlässigt darüber seine Familie. Damit das Boulevard-Magazin Späher keine pikanten Fotos der Kurzbeziehung veröffentlicht, muss Tracy einem Reporterteam – Mike Connor und Liz Imbrie – gestatten, über ihre Hochzeitsfeierlichkeiten zu berichten. Tracy wähnt sich all diesen Personen moralisch haushoch überlegen und macht sich nach der Ankunft der beiden Reporter über sie lustig.
Doch am Tag vor der Hochzeit holt Dexter die Erinnerung an ihre erste wahre Liebe zurück, ihr Vater taucht auf und es kommt zu einer kleinen Romanze mit dem Reporter Mike. Für den Verlobten George bedeutet dies einen Vertrauensbruch. Erst nach einiger Überlegung willigt er ein, die Hochzeit trotzdem abzuhalten. Doch Tracy wird klar, dass er der falsche Mann für sie ist: Sie ist immer noch in Dexter verliebt, den sie nun vor den bereits versammelten Gästen ein zweites Mal heiratet. Mike und Liz finden ebenfalls zueinander.

## Hintergrund

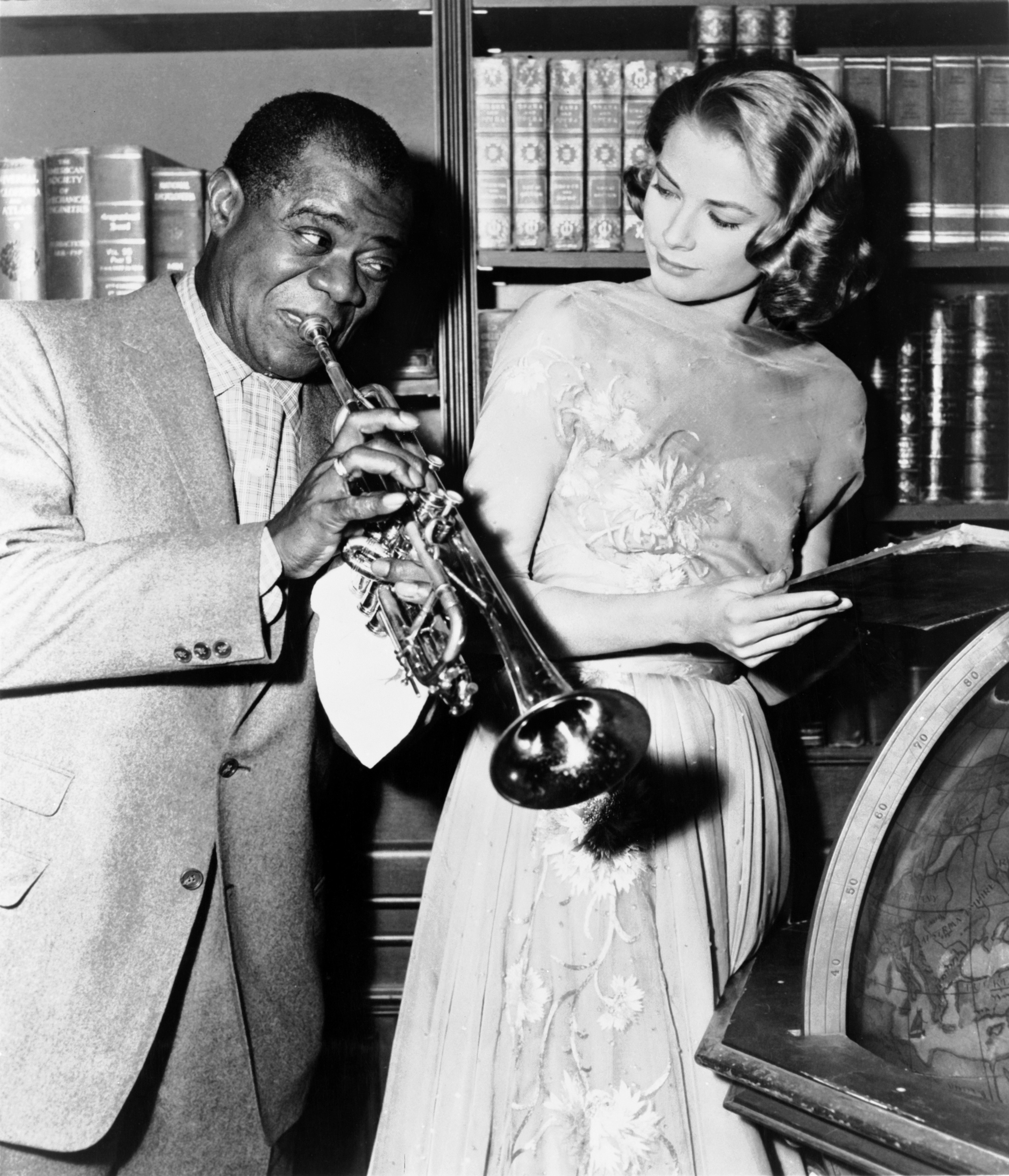
Louis Armstrong und Grace Kelly am Filmset, 1956

Charles Walters’ Genrestück unterscheidet sich von der Vorlage vornehmlich durch die Musik Cole Porters und die dafür zusätzlich eingefügten Szenen. Eine wesentliche Abweichung von der Erstverfilmung ist die nun stark beschnittene Rolle der kleinen Schwester der Braut. Die Handlung wurde zudem von Philadelphia in das Hafenstädtchen Newport in Rhode Island verlegt, um durch die Assoziation mit dem 1954 gegründeten Newport Jazz Festival dem Drehbuchautor John Patrick die Möglichkeit zu geben, Louis Armstrong und seine Band auftreten zu lassen. Die oberen Zehntausend war der letzte Film mit Grace Kelly, bevor diese 1956 Fürst Rainier III. von Monaco heiratete und ihre Schauspiel-Karriere beendete.
Der Kinostart in der Bundesrepublik Deutschland war am 16. April 1957, im deutschen Fernsehen war der Film erstmals am 29. Juli 1971 um 20.15 Uhr im ZDF zu sehen.

## Synchronisation
In der deutschen Synchronfassung finden zahlreiche Namensänderungen statt, so wird aus der Familie Lord die Familie Cord. Auch einzelne Vornamen wurden geändert, Mike Connor heißt in der deutschen Fassung etwa Marc.

## Lieder
- High Society Calypso (Louis Armstrong)
- I Love You Samantha (Bing Crosby, Louis Armstrong and Band)
- Little One (Bing Crosby, Louis Armstrong and Band / französisch Lydia Reed)
- Mind If I Make Love to You (Frank Sinatra)
- Now You Has Jazz (Bing Crosby, Louis Armstrong and Band)
- True Love (Bing Crosby, Grace Kelly)
- Well, Did You Evah? (Bing Crosby, Frank Sinatra)
- Who Wants to Be a Millionaire? (Frank Sinatra, Celeste Holm)
- You’re Sensational (Frank Sinatra)

## Kritik
Obwohl Die oberen Zehntausend im Vergleich zu dem Originalfilm Die Nacht vor der Hochzeit oft als schwächer eingeschätzt wird, erhielt er dennoch überwiegend positive Bewertungen. Beim US-amerikanischen Kritikerportal Rotten Tomatoes fallen 14 der 17 Kritiken positiv aus. Der Film erreichte eine Wertung von 7,1/10.

„Ein perfekt inszeniertes Musical mit parodistischen Zügen; durch witzige Dialoge und schmissige Musik sehr unterhaltsam.“

„Der Film ist das Musical-Remake von George Cukors Die Nacht vor der Hochzeit (1940) mit Katharine Hepburn und Cary Grant. Zwar ist auch in diesem Fall der ältere Film der bessere, aber ganz hübsch anzusehen ist dieser typische Musikspaß aus den Fünfzigerjahren mit viel Gesang und guter Musik (unvergessen bleibt etwa Armstrongs Titelsong "High Society") dennoch.“

## Auszeichnungen
Der Film erhielt zwei Oscar-Nominierungen in den Kategorien „Beste Musik“ und „Bester Song“ (Cole Porter für True Love).